# 一生何求 (陳百強專輯)
《一生何求》是香港歌手陳百強的第十六張粵語大碟，亦是他第二次加盟華納唱片后的首張專輯，收錄了他其中一首最著名的代表作《一生何求》，此曲憑著充满人生哲理的歌詞及作為無線熱門電視劇《義不容情》的主題曲而傳遍了大江南北，而對感情提出無數問號的《對不對》以及快歌《Hot Night》亦是當時相當流行的歌曲。此唱片採用雙封套設計，於1989年6月7日由華納推出。

## 製作背景
陳百強在1988年末決定離開DMI重返華納唱片，他曾在當時的無線電視節目中如此解釋：「我想轉換一下工作的環境，並不是在舊公司不開心。因為我和跟舊公司已經推出了五張唱片，將會有第六張，一向成績都非常的好，能夠達到白金或雙白金（的銷量）。若是不開心又那會有這成績呢？也許轉換之後的新鮮感，以及我在華納有很多舊朋友，所以會有更大的默契感，也可能會有更多新的好歌獻給大家。」
陳百強亦在1988年的某雜誌訪問中透露了更多離開DMI唱片的原因：
丹尼仔表示今次回巢並非和DMI唱片公司不合，而是因DMI是由EMI與迪生製作合股開設，故在申請或決定事情時，往往需要等候（雙方）批准，諸多不便亦費時失事，所以他才萌去意。
《一生何求》是陳百強其中一首最成功的改編作品，改編自王傑的國語歌曲《惦記這一些》（收錄於王傑的首張專輯《一場遊戲一場夢》）。
陳百強在「1989年度十大勁歌金曲頒獎典禮」中如此透露了《一生何求》的由來：「有一次我在台灣，在朋友車上的卡帶裏聽到了這首歌的國語版，是王傑唱的，我自己很喜歡，回到香港後，便想盡辦法去拿版權來改編，我有一點開心的是覺得自己眼光獨到啦。」
在前一年，也就是1988年5月，陳百強曾特別趕赴台北為「百變梅艷芳台北演唱會」擔任演唱會嘉賓，有一說他可能是在這一趟行程中聽到了王傑的《惦記這一些》。
潘偉源在2022年新城電台「傾心相聚」節目中透露了一些《一生何求》的創作故事：「陳百強之前有過一段低潮期，後來經過一番波折，又再奮鬥起來了，所以我覺得他應該可以唱一些比較成熟的、與人生哲理有關的歌，所以我就寫了《一生何求》給他。一開始他也很意外，說為何寫了一首這麽「歷盡滄桑」的歌給他。我就跟他說：「我只大你幾年，如果我都能寫得出，你應該也能唱得到，你唱歌那麽行。」他就說：「好吧，那我試試。」結果他真的唱得很好。我記得《一生何求》大碟是雙封套的，在內頁中他也寫了一段關於《一生何求》的感悟。看得出他對這首歌瞭解的很深，也很喜歡這首歌詞。這首歌很適合他唱，他那時其實還很年輕，但他真的唱的很好，無可代替。」
《一生何求》寫好后，華納唱片宣傳部主管何哲圖也開始找渠道宣傳這首歌，當時剛好無線電視正籌備推出劇集《義不容情》，雙方一拍即合，於是華納總經理黃柏高便安排潘偉源與他一同前往電視城與《義不容情》的監制韋家輝會面，說是要談談這劇集的主題曲該如何寫。潘偉源聽了後十分不高興：「很艱難才說服了陳百強，怎麼又來個韋家輝呢！萬一這首《一生何求》不配合《義不容情》的劇情，那又怎麼辦？改寫歌詞嗎？萬萬不愿意！」潘偉源把這想法告知了黃柏高，黃柏高卻說：「韋家輝呢，根本沒看過《一生何求》的歌詞，到時只需要聽聽韋家輝說故事，然後照樣把早已寫好的《一生何求》交過去，說是為劇集而寫的就好了，而且錄音室早已預定好了，在時間上也不容許再改。」潘偉源只好跟著黃柏高去聽韋家輝講了一個下午的戲劇故事，回來後又把《一生何求》原詞中的一句「耗盡我這一生，偏加重我苦憂。」忍痛割舍，改成了「耗盡我這一生，觸不到已跑開」，并告訴韋家輝，這一句是專門為劇中周海媚追火車的那個鏡頭而寫的，韋家輝聽后十分滿意的收貨。
《義不容情》監製韋家輝後來透露很多編劇都反對在劇中結局的倪楚君（劉嘉玲飾）去世，但他都一一否決了，原因是在談主題曲時，他已要求歌詞寫一個人得到了他不想得到的，而想擁有的卻失去了，那就是《一生何求》的歌詞，所以結局的丁有健（黃日華飾）一定要失去倪楚君。丁有健從沒有想過發達，只喜歡一家人齊齊整整，弟妹過得好，但最後他的錢多到不得了，偏偏想要的全都落空，這才是《義不容情》的主題。
《一生何求》編曲者蘇德華曾透露制作此曲的配樂時他使用了木吉他和Roland MC-500音序器。
此碟的助理監制陳志康Danny Chan是華納的新進監制兼編曲人，畢業於澳大利亞的古典編曲專科，擅長鍵盤。
1989年4月1日，在唱片推出的兩個月前，在無線「歡樂今宵新干線」節目中陳百強演唱了《一生何求》，這是此曲的首次公開演唱及播出，
两日後電視劇《義不容情》開播。
無線電視劇《義不容情》於1989.04.03至06.09播出，全長50集，由韋家輝監制，黃日華、溫兆倫、劉嘉玲及周海媚主演。此電視劇播出時萬人空巷，熱度空前，90年代引進內地後也引起巨大迴響。在1995年的「無線電視台28週年台慶」上，《義不容情》獲得「全球最多華人收看的電視劇集」獎。
《冷暖風鈴》作曲者王正宇在1989年3月的無線「歡樂今宵」節目中透露他原本已經替這首歌做好了編曲：「近來有首歌爭執了很久，他（陳百強）今天才告訴我已經改了編法，我說不如你先錄完給我聽吧，看看適不適合。他說他要編他（心目中的）那種。」陳百強隨即如此回應：「阿Ching（王正宇）本身是做律師的，他對編曲方面的認識可能沒那麼深，所以我們要找一位很適合的編曲家來將這首歌做到最好。」
為配合電視劇《義不容情》的熱播，華納原計劃於1989年5月中推出《一生何求》專輯，然而在4月中時，陳百強因喉嚨痛及咳嗽而令錄音延期，導致唱片推出日期延后到6月。
在《一生何求》唱片的平面廣告中，陳百強寫下了以下心聲：
重投華納唱片公司，為我帶來很多感受。
不同的冷暖滋味，瞬間都湧上心頭。
我的最新個人唱片，記錄了此刻我的情感波動，誠意希望你也能分享。

## 迴響
《一生何求》的詞寫得雋永生輝而又充滿哲思，整首詞圍繞著得失與命運的主題展開，由不勝光陰之嘆開始，直至結尾處天意弄人的無奈，將自己對於人生的思考與感悟，一一呈現。

「一生何求」的追問中，有迷惘無助，也有得失之患；有堅持奮鬥，也有無奈妥協。。。種種人生況味盡在其中。
陳百強憑著大受歡迎的《一生何求》，迎來他歌唱事業的另一個高峰。
《一生何求》獲得港台、無線及商台三大流行榜冠軍，亦入選「十大勁歌金曲」1989年第一季季選。此曲在1989年年終的港台「十大中文金曲」和無線「十大勁歌金曲」中成為入選金曲，潘偉源亦在後者中獲得「最佳填詞」獎。
潘偉源原本亦有望獲得港台「十大中文金曲」中的「最佳中文（流行）歌詞」獎，但由於該年港台定下一規條：去年已獲得此獎的填詞人，不能再競逐今年的作詞獎，因而無緣此獎（1988年獲得此獎的是潘偉源寫的《祝福》）。
馬來西亞某媒體曾如此報道：

陳百強的《一生何求》打破了當年馬來西亞所有香港唱片的銷量紀錄，當時在吉隆坡，「一生何求買到要搶」成為行內口頭禪，受歡迎程度可見一斑。
2010年的第一屆華語金曲獎評選，《一生何求》獲得「華語金曲獎——30人30歌」獎，國際華語音樂聯盟如此點評：「香港樂壇黃金年代的勵志之作，凝聚人生哲理，隨電視劇紅遍大江南北，這首翻唱遠遠超越了原唱。」
向雪懷在2016年「紅星追聲名歌Sing」節目中透露在所有的情歌歌詞當中，他印象最深刻的是《等》和《一生何求》，他如此描述：「《一生何求》里面有一句很精警的就是“尋遍了卻偏失去，未盼卻在手”。就是說你想找的一些愛情，永遠都與你有一段距離，很近的時候，心想能得到的時候，它又走遠了。。。一首好的歌詞其實后面是有一番哲學在裏面。」

## 衍伸
陳百強的好友Winnie Yuen（阮慧珊）透露陳百強曾托她將事業陷入低潮的劉以達（達明一派樂隊成員）帶入他的演唱會，並在唱到《一生何求》時全程凝視著劉以達，希望能借此扶起這位朋友。
2002年金馬獎最佳女主角、最佳美術、最佳服裝電影《金雞》採用了《一生何求》作為插曲。
2016年，中國大陸電影《少年》採用了《一生何求》（歐豪翻唱）作為主題曲。
2019年，無線電視劇《牛下女高音》採用了《一生何求》（由張振朗翻唱）作為插曲，此曲配合的劇情畫面感人，曾造成一時熱話。
2022年，中國大陸電影《哥，你好》採用了《一生何求》作為插曲。
2024年，中國大陸熱門電視劇《繁花》採用了《一生何求》（由曾比特翻唱）作為插曲。
　　

## 曲目
| 曲序     | 曲目                                     |          | 作曲                     | 编曲          | 备注 | 时长  |
| -------- | ---------------------------------------- | -------- | ------------------------ | ------------- | --- | ----- |
| 1.       | Hot Night                                | 林振強   | 杜自持                   | 杜自持        | 第二主打 | 3:39  |
| 2.       | 心碎路口                                 | 陳少琪   | 黎小田                   | 黎小田        | | 3:43  |
| 3.       | 背著良心的說話                           | 林夕     | 徐日勤                   | 徐日勤        | | 4:11  |
| 4.       | 誰是知己                                 | 林夕     | 林敏怡                   | 林敏怡        | | 3:59  |
| 5.       | 冷暖風鈴                                 | 盧永強   | 王正宇                   | 杜自持        | | 5:29  |
| 6.       | 一生何求（無線電視劇《義不容情》主題曲） | 潘偉源   | 王文清                   | 蘇德華        | 第一主打 改編自王杰的《惦記這一些》 電視劇《義不容情》於1989.04.03至06.09播出 | 4:43  |
| 7.       | 對不對                                   | 潘源良   | 伍思凱                   | 陳志康 袁卓繁 | 第三主打 改編自伍思凱的《最好不要再想我》 | 4:20  |
| 8.       | 流浪者                                   | 潘偉源   | Mike Hawker Luis Miguel  | 袁卓繁        | 改編自Samantha Fox的《I Only Wanna Be with You》 原始原唱者為Dusty Springfield 同曲異詞有許冠傑的《Radio好知己》、溫兆倫的《小小大男人》、張德蘭《點解不可以》、馮偉棠的《天賜良緣》、芊苓的《有那么一天》（國語）及Luis Miguel的《Ahora Te Puedes Marchar》（西班牙語） | 2:53  |
| 9.       | 過去...永遠都如此                        | 林振強   | 和泉常寬                 | 陳志康        | 改編自結城めぐみ (結城惠)的《You》，乃日本動畫片《美味しんぼ》（美味大挑戰）第1話至第23話的片頭曲，於1988.10.17首播。 | 4:15  |
| 10.      | 奢侈                                     | 周禮茂   | Jody Watley André Cymone | 杜自持        | 改編自Jody Watley的《Looking For A New Love》 | 4:40  |
| 总时长： | 总时长：                                 | 总时长： | 总时长：                 | 总时长：      | 总时长： | 41:52 |

## 感言
陳百強在唱片中寫下了這一段感言：

這已是我音樂生命中的第十個年頭，其中我經過歡呼、沉默、苦澀、或快樂、冷或暖，一切一切。。。。。有些也許已忘掉，有些卻仍刻骨銘心。

今天，重返華納唱片公司，傾力制作出這張我心愛的大碟，印證了自己更趨成熟的音樂風格，而在這一刻，深知有您熱情的支持，我，一生何求？！

## 製作人員
- 監制：陳百強

杜自持 (Hot Night、奢侈)
- 助理監制：陳志康
- 混音：蔡顯樂、David Ling Jr
- 錄音室：CBS/Sony Studio、S&R Studio、Bali Studio (冷暖風鈴)
- 發型：Joseph Lo (Il Colpo)
- 封套設計：鲍皓昕Basil Pao

## 派台成績
| 歌曲      | 港台 中文歌曲龍虎榜 | 無線 勁歌金榜 | 商台 叱吒樂壇流行榜 |
| --------- | ------------------- | ------------- | ------------------- |
| 一生何求  | 1▲                  | 1             | 1●                  |
| Hot Night | 6                   | 1             | 8                   |
| 對不對    | -                   | 3             | -                   |

▲1989年第19周

●1989年第17周

## 獎項
- 1989年度十大中文金曲頒獎典禮

- 「十大中文金曲」：《一生何求》

- 1989年度十大勁歌金曲

- 「十大勁歌金曲第一季季選」：《一生何求》
- 「十大勁歌金曲總選」：《一生何求》
- 「十大勁歌金曲總選 最佳作詞獎」：《一生何求》/潘偉源

- 1989年度叱咤樂壇頒獎禮

- 叱咤樂壇男歌手銅獎

- 1989年度香港金唱片頒獎典禮

- 「白金唱片」：《一生何求》專輯

- 1989年香港作曲及作詞家協會

- 「電台最多播放（改編流行作品）」：《一生何求》
- 「電視台最多播放（改編流行作品）」：《一生何求》

- 2010年華語金曲30年30歌大獎：《一生何求》